# Blijdorp
Blijdorp est un quartier de Rotterdam qui fait partie de l'arrondissement Rotterdam-Nord. Une partie du quartier relève d'une protection nationale (rijksbeschermd gezicht) de Blijdorp / Bergpolder (procédure en cours). Depuis 1940, le quartier abrite le parc zoologique de Rotterdam qui porte son nom, le Diergaarde Blijdorp. Le district est résidentiel et a en 2017 une population de 10 200 habitants. En 2011, les travaux de réalisation d'un tunnel de métro reliant Blijdorp à la Haye mettent en évidence l'emplacement de la première machine à vapeur en fonction du pays, de James Watt, qui y avait été installée en 1787.

## Géographie
Bijdorp est bordé par le Noorderhaven, le Noorderkanaal, le canal Schie-Schie et la ligne de chemin de fer en direction de Hoek van Holland. Blijdorp est adjacent aux quartiers du Bergpolder et la Provenierswijk.

## Histoire de la construction du quartier

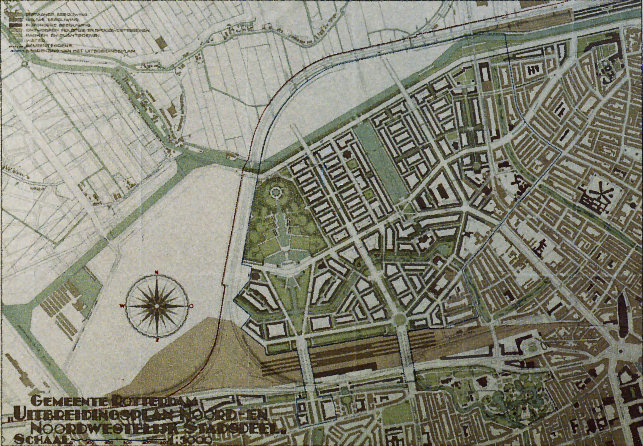
Plan de 1931.

### Polder
Avant 1930, cette zone située au nord de Rotterdam était encore rurale et ressemblait aux autres polders de la région. La zone était souvent inondée et servait de pâture pour les bovins.

### Première machine à vapeur (fonctionnelle) du pays

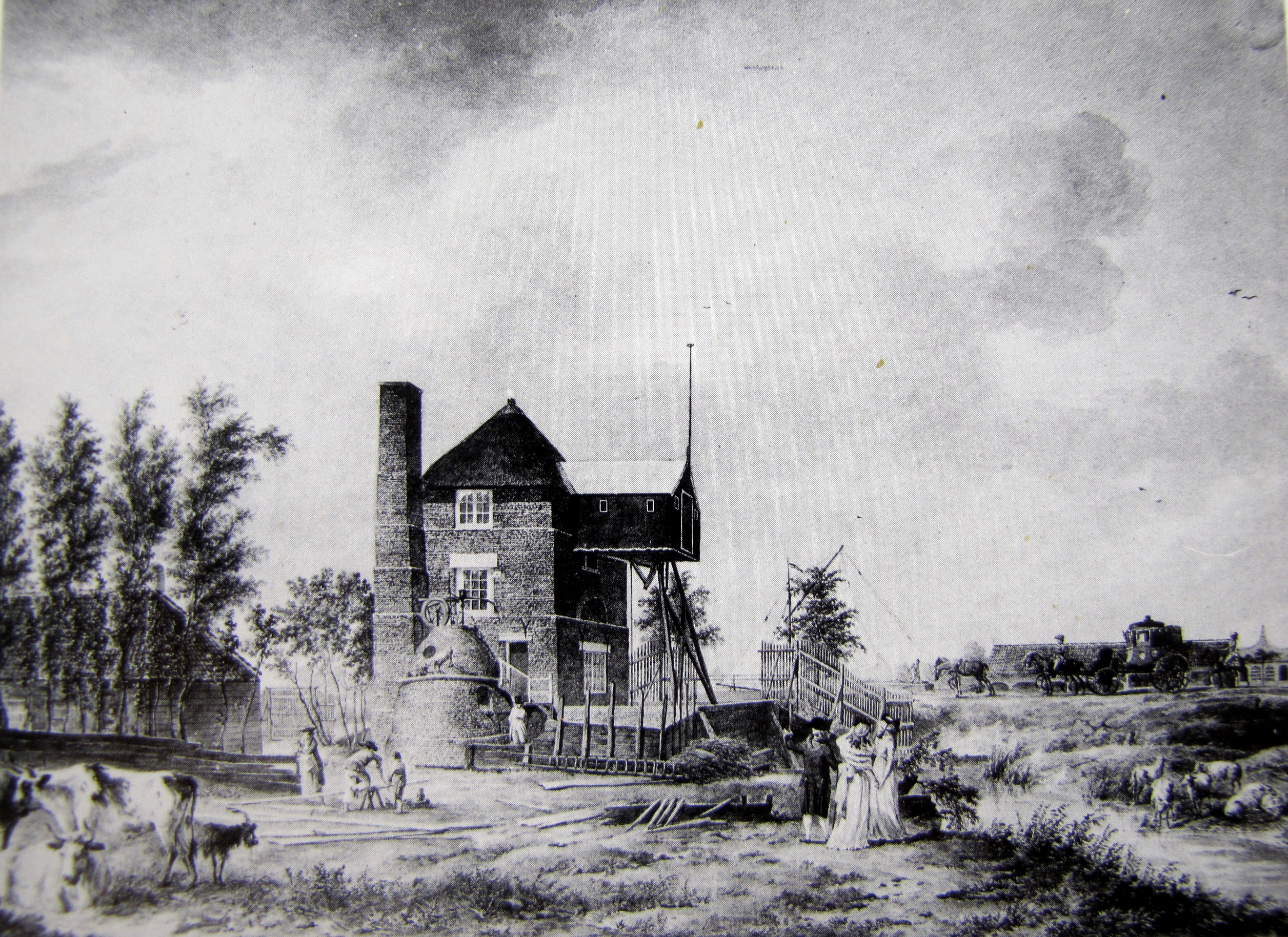
Machine à vapeur du Blijdorp durant la visite du gouverneur, le prince Guillaume V, en 1790 (gravure de Dirk Langendijk, 1790).

La première machine à vapeur de James Watt aux Pays-Bas (la première machine à vapeur dont la construction fut une réussite) fut construite dans le polder de Blijdorp en 1788,. Le projet est lancé vers 1786 par Steven Hoogendijk. Le bâtisseur de moulins Krouwel importe la machine d'Angleterre et réalise son montage en suivant les indications de son inventeur, James Watts. La machine est montée par le technicien Malcom Logan. La machine tourne sans problème, générant 15 tours par minute et pompant 3 000 litres d'eau par tour. Les éleveurs du polder sont cependant férocement opposés à cette construction moderne dont ils craignent qu'elle affecte la fertilité de leurs vaches et leur production laitière. Fidèles à la maison Orange dans une période politiquement troublée, ils se méfient de tout ce qui vient des "patriotes" et surnomment cette machine la "Keezending".
Toutefois, malgré ces protestations, cette première collaboration réussie avec James Watt mène à d'autres commandes de sa machine à vapeur dans d'autres industries de Rotterdam, et marque l'entrée de la ville dans cette technologie et dans l'ère industrielle.
Son emplacement avait été perdu et est redécouvert au début du XXe siècle, puis est excavé en 2004 par des archéologues : durant les travaux de préparation à la construction du tunnel pour la ligne de métro E se dirigeant vers le nord en direction de la Haye, l'équipe chargée de creuser le tunnel rencontre un obstacle. Elle est surprise de découvrir une fondation en briques et des pylônes de bois. Une équipe d'archéologues procède à l'excavation et à l'étude de cet emplacement. Les archives ayant été détruites durant le bombardement de Rotterdam, c'est grâce à la correspondance entre l'inventeur de la machine à vapeur, l'anglais James Watts, et les constructeurs néerlandais du XVIIIe, que l'histoire de cet emplacement put être comprise.  L'histoire de la construction de bâtiment et de son abandon, puis de sa redécouverte par les archéologues, est racontée et illustrée sur les murs de la station de métro Blijdorp. Près de son ancien emplacement est apposée une plaque illustrant et expliquant l'importance de ce monument qui n'est plus visible (la plaque est située sur la Statenweg, à hauteur des rues Bisschopstraat et Sourystraat).

### Construction d'un quartier résidentiel
Entre 1931 et 1940 le Blijdorp restait un polder, le Blijdorpse polder, dont le quartier a conservé le nom. La construction du quartier est devenue possible après l'assèchement et le remplissage en matières solides du canal Rotterdamse Schie. Le quartier s'est rapidement construit durant cette décennie du fait de l'accroissement très rapide de la population à Rotterdam. 
Le quartier n'a pas été touché par le bombardement allemand du 14 mai 1940 qui a détruit le centre ville de Rotterdam.

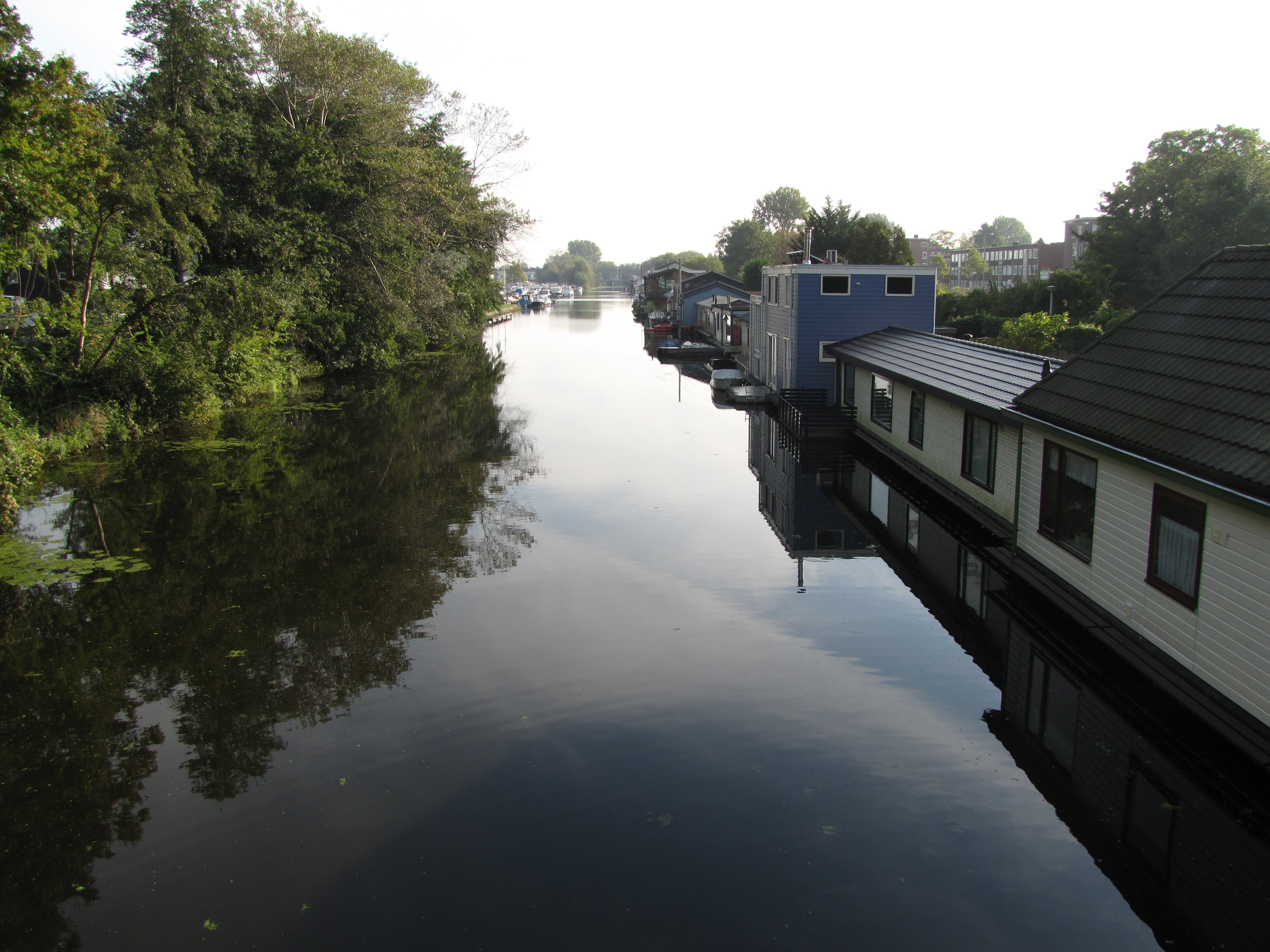
Maisons flottantes sur le Noorderkanaal.

Avec le bombardement du centre de Rotterdam, la nécessité de nouveaux logements s'est accentuée et de nombreuses péniches vinrent s'installer dans le Noorderkanaal où elles sont encore présentes.
L'église protestante Prinsekerk est construite à Blijdorp en 1933. Dans cette église se trouve un orgue de 1723 (monument national). Une deuxième église protestante dans le district, la Statensingelkerk, est démolie en 1988 et remplacée par un établissement de soins. Le district a  une église catholique romaine, l'Albertus de Grotekerk, de l'architecte H.J.A. Bijlard, située sur la rue Cornelis Muschstraat. La synagogue ABN Davids a été construite en 1954 sur l'avenue Bentincklaan (place ABN Davidsplein) à la suite de la destruction de la synagogue des Boompjes durant le bombardement de Rotterdam le 14 mai 1940.
Les autres bâtiments typiques de l'époque de la reconstruction des années 1950 sont par exemple le Statenflat et d'autres bâtiments sur la place Bentinck et sur la Schimmelpennandrackstraat : le lycée Montessori et le l'appartement de 1973 qui appartenait à l'origine au Joods Centraal Tehuis (Centraal Tehuis voor Israëlieten in Nederland, CETIN). Le lycée sur le Walenburgerweg remonte également à la période de reconstruction.
De grandes maisons de maître se trouvent sur les rues Van Aerssenlaan et C. Muschstraat. Ces maisons sont, comme beaucoup d'autres bâtiments à Blijdorp, dessinés par l'architecte W. Th.H. Ten Bosch. En 1938, le bloc des maisons de l'avenue Van Aerssenlaan, au croisement de la rue Statensingel, a été fermé par la monumentale «Villa Wijlacker» de 1938, également conçue par Ten Bosch.

## Architecture notable  et monuments historiques

### Complexe Résidentiel De Eendracht

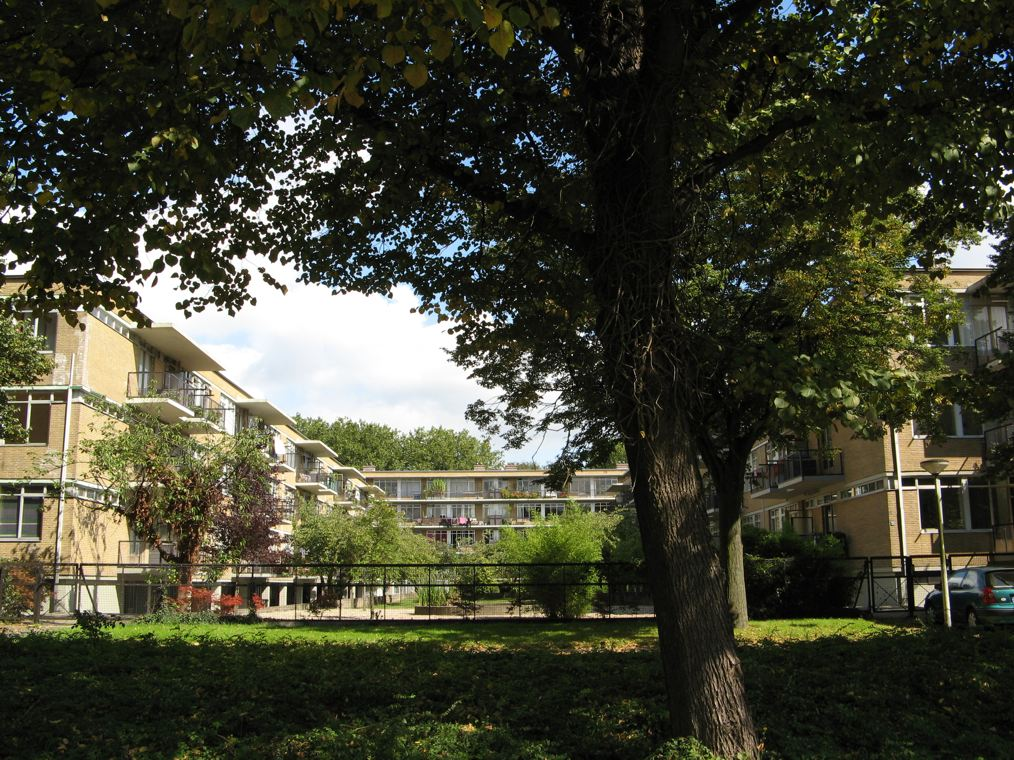
Complexe d'appartements De Eendracht.

Au milieu du quartier historique se dresse le complexe résidentiel De Eendracht (concorde ou harmonie) conçu par l'architecte Jo van den Broek, sur la liste des monuments nationaux. Le complexe est délimité par les rues Statenweg, Vroesenlaan, Navanderstraat et Van der Horststraat.
Van den Broek a conçu les maisons avec la devise "de la lumière, de l'air et de l'espace". Les appartements eu un jour et une nuit à la carte. Les chambres, salle de jeu et bureau pour enfant sont séparées par des portes coulissantes vitrées. Les toilettes, salle de bain et cuisine sont accessibles sans qu'il soit nécessaire d'ouvrir les portes de chambre.
Le bâtiment est en forme de U avec l'ouverture vers le grand parc  Vroesenpark de telle sorte que le parc soit visible par tous les habitants du complexe.

### Plan Central 1937-1939

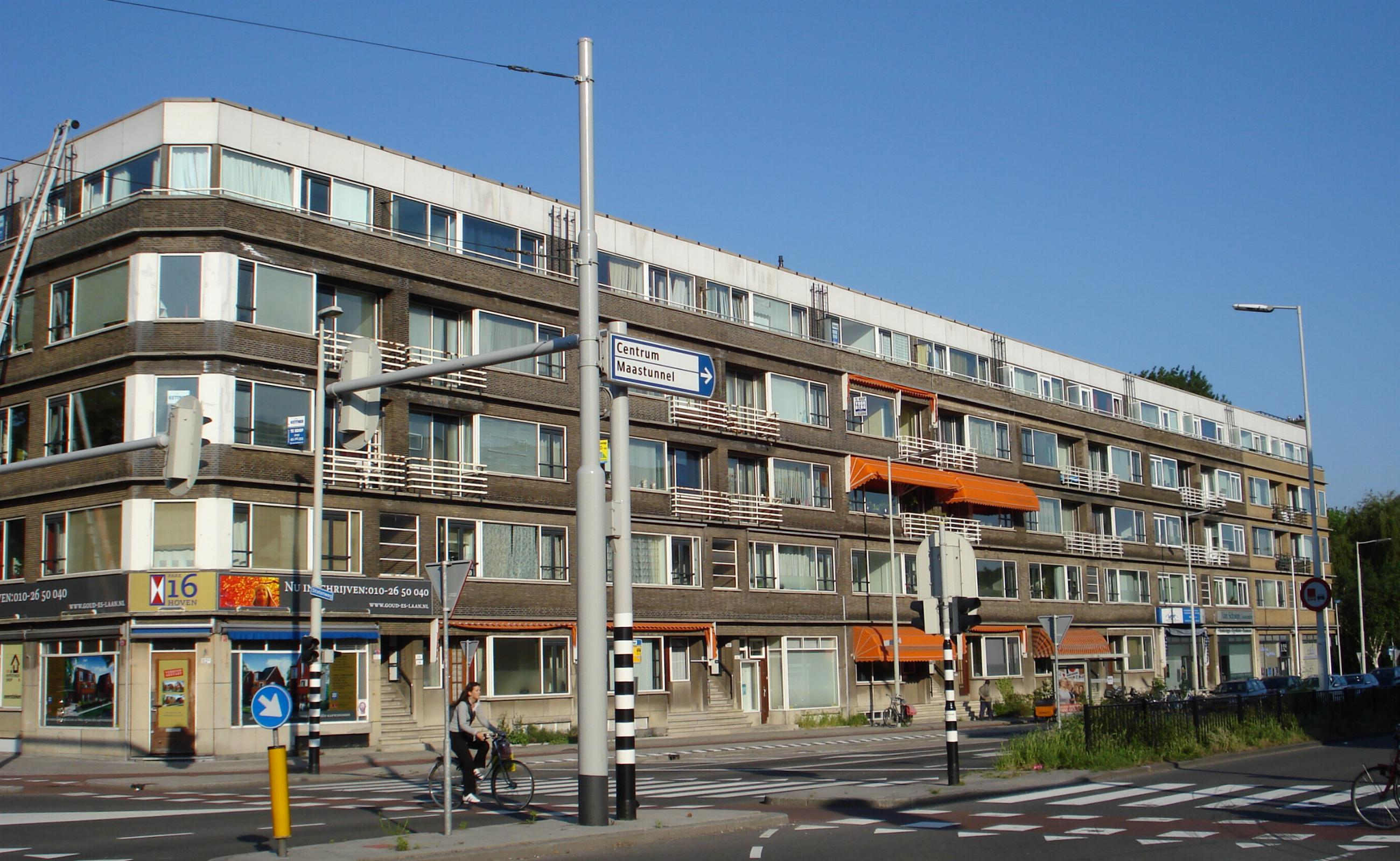
Plan Central.

Le Plan Central se compose de blocs de bâtiments, comprenant des locaux commerciaux au rez de chaussée et des habitations aux étages, regroupés autour d'un jardin intérieur. Il se situe à l'intersection des rues Stadhoudersweg et Statenweg. C'est un exemple typique des logements de Blijdorp bâtis dans les années 1930.
Les logements sont conçus par les architectes J. H. van den Broek, W. Th.H ten Bosch et A. Otten, dans le style de la Nouvelle Objectivité (nieuwe zakelijkheid). Le Plan Central a été conçu comme un modèle à suivre pour les appartements privés durant l'expansion de la ville de Rotterdam.
En 1996, le rez-de-chaussée du bâtiment a été restauré, ce qui a affecté son apparence d'origine. En 2002, les quatre blocs qui composent le complexe ont été enregistrés monuments nationaux.

### Monuments commémoratifs
Un monument à la mémoire du bombardement est érigé sur la Statenweg, à la hauteur de l'appartement où était situé le siège temporaire du commandant des forces armées, le colonel P. W. Scharroo (en).

## Parcs et jardins

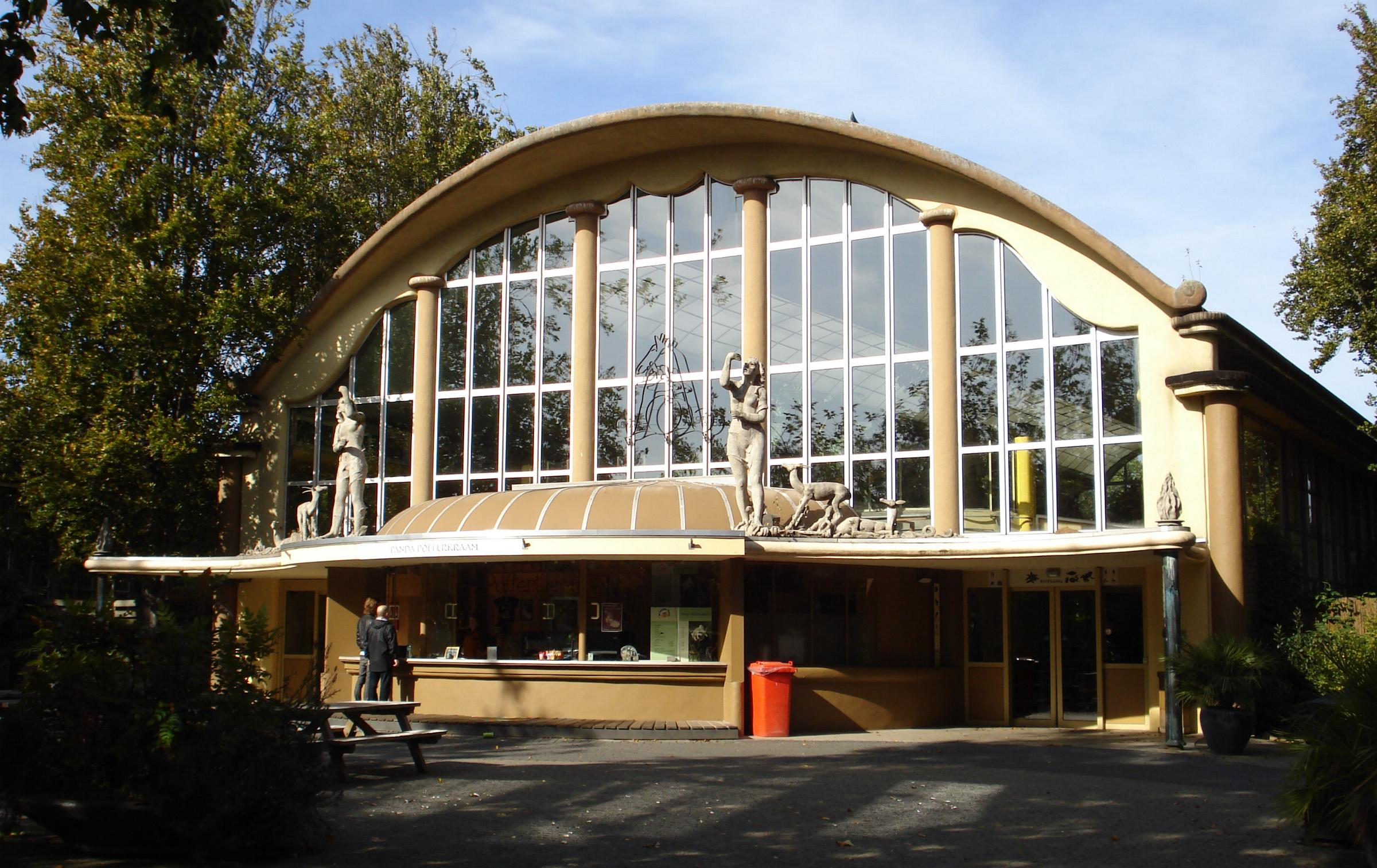
Entrée du Rivièrahal du zoo.

Le Statensingel s'étend le long de larges parcs : un grand étang à l'est de l'église Prinsekerk ; le grand parc zoologique Blijdorp sur le côté ouest du quartier ; le parc de verdure Vroesenpark ; le parc naturel de jeu réservé aux enfants appelé de Speeldernis.
Le zoo de Rotterdam, alors situé en centre ville depuis sa création en 1865, entreprend de construire de nouveaux bâtiments plus larges en 1938 dans le quartier alors presque inhabité de Blijdorp. Lorsque Rotterdam est bombardée, le zoo du centre-ville est détruit et les animaux doivent rapidement être évacués dans les bâtiments encore en construction à Blijdorp. Le nouveau zoo, qui prend le nom du quartier (dieergarde Blijdorp) ouvre ses portes en 1940. Il est conçu par l'architecte rotterdamois Sybold van Ravesteyn. Vingt-et-une des constructions du zoo sont désormais classées monuments historiques,.

## Transports en commun

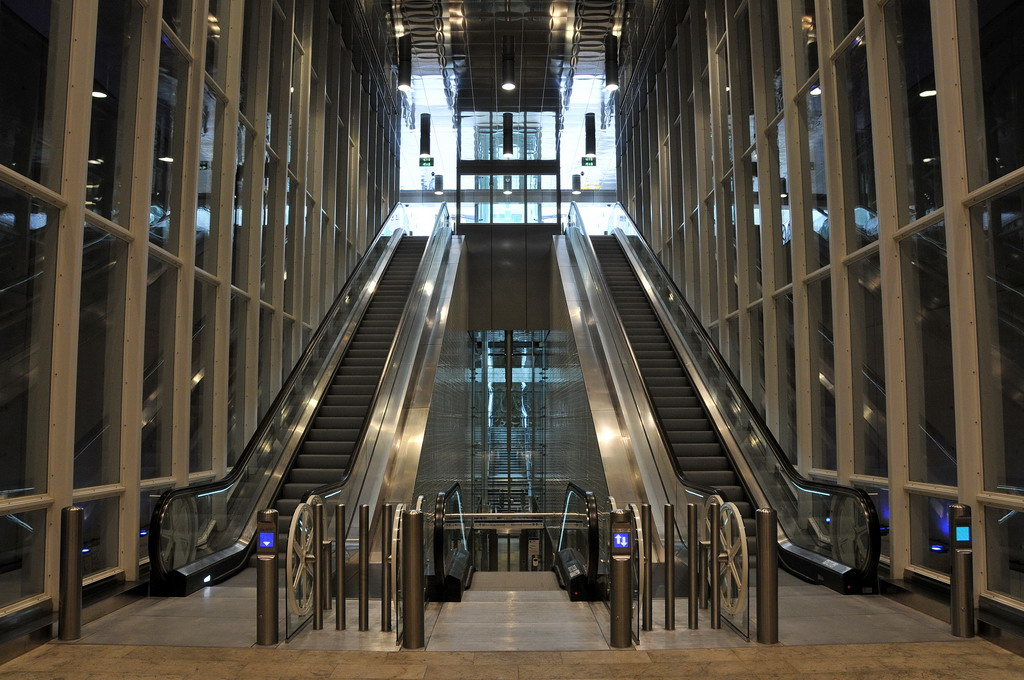
Station de métro Blijdorp Rotterdam.

Le quartier est desservi par les transports en commun urbains de la ville de Rotterdam. La ligne E du métro passe à la station Blijdorp (ouverte en 2010). Cette ligne permet de rejoindre la gare centrale de Rotterdam et celle de La Haye (à une vingtaine de kilomètres au nord). Les trams et bus sont gérés par la société RET. L'aéroport de Rotterdam-La Haye est situé à proximité du quartier, dans le quartier adjacent de Zestienhaven, et est accessible en bus. Le quartier a de nombreuses pistes cyclables. Les locations de vélo sont possibles, les locations de voitures électriques (groen wheels) également.